# 아르센 메코키시빌리
아르센 스피리도노비치 메코키시빌리(러시아어: Арсе́н Спиридо́нович Мекокишви́ли, 조지아어: არსენ  სპირიდონის ძე მეკოკიშვილი
 아르센 스피리도니스 제 메코키슈빌리, 1912년 4월 12일~1972년 3월 9일)는 소련의 레슬링 선수, 지도자이다. 1952년 하계 올림픽 자유형 헤비급에서 금메달을 획득했고 1954년 세계 선수권 대회에서 우승했다.